# Смосарская, Ядвига
Ядвига Филипина Смосарская (пол. Jadwiga Filipina Smosarska; 23 сентября 1898, Варшава — 1 ноября 1971, там же) — польская актриса театра и кино.

## Биография

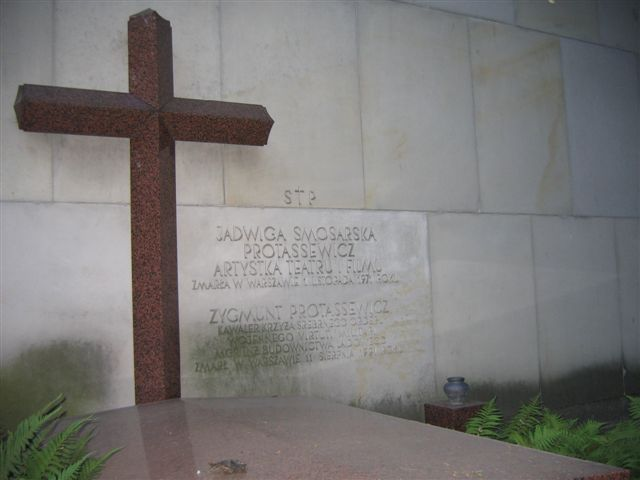
Могила Я. Смосарской на варшавском кладбище Старые Повонзки

Окончила частный пансион в Варшаве. Ещё будучи ученицей, в конце 1916 года дебютировала на сцене столичного Театра Польского в драме «Небожественная комедия» З. Красинского в роли Первой Дамы.
Брала частные уроки актёрского мастерства. Затем училась в драматической школе в Варшаве, которую окончила в 1920 году. До начала второй мировой войны выступала на сценах многих варшавских театров (Rozmaitości — 1920—1923 г., Polski и Mały — 1924 г., Letni — 1927 г., Narodowy, Nowy, Letni и Polski — 1928—1939 г.). На сценах Варшавы сыграла в спектаклях более 40 ролей.
В 1919 году сыграла свою первую роль в кино «Во имя счастья» (пол. Dla szczęścia) по драме С. Пшибышевского. Хотя Я. Смосарская сыграла в 26 польских фильмах, она, главным образом, была театральной артисткой.
Роли в кино, однако, принесли ей бо́льшую популярной. По мнению зрители и критики считали Я. Смосарскую самой яркой звездой довоенного польского кино.
В 1932 году после сыгранной роли княгини Ловицкой, ею заинтересовались американские режиссёры. Ядвига, однако отклонила выгодный контракт с одной из ведущих голливудских студий, не желая на долгое время покинуть Польшу.
После начала Второй мировой войны переехала в Литву, а затем в США, где занималась общественной работой в среде польских эмигрантов. В 1941 году организовала «Комитет помощи польским актёрам в изгнании». С весны 1944 года играла в Польском театре артистов в Нью-Йорке.
В послевоенный период — одна из организаторов Лиги польского актёра. После 1945 года неоднократно приезжала на родину, а в 1970 году вернулась в Польшу и поселилась в Варшаве.
Умерла в 1971 году и похоронена на Аллее Заслуженных кладбища «Старые Повонзки» в Варшаве.

## Фильмография
- 1919 — Во имя счастья / Dla szczęścia[1] — Хелена
- 1920 — Геройство польского скаута / Bohaterstwo polskiego skauta — Ганка
- 1921 — Чудо на Висле / Cud nad Wisłą — Криста
- 1922 — Тайна трамвайной остановки / Tajemnica przystanku tramwajowego — Казимира
- 1922 — Выстрел / Strzał — Мари Гронская
- 1922 — Кизя / Kizia — Кизя-Мизя
- 1923 — Невольница любви / Niewolnica miłości — Бронка
- 1924 — О чём не говорят / O czem się nie mówi — Франя
- 1925 — Прекрасная грешница Ивонка / Iwonka — Ивонка
- 1926 — Прокажённая / Trędowata — Стефка Рудецкая
- 1927 — Усмешка судьбы / Uśmiech losu — Ирена Глебоцкая
- 1927 — Земля обетованная / Ziemia obiecana[2] — Анка Куровская
- 1928 — Тайна древнего рода / Tajemnica starego rodu — Алиция-сестра князя / Лидия, дочь рыбака
- 1929 — Греховная любовь / Grzeszna miłość — Моника
- 1930 — В Сибирь / Na Sybir — Рена Чарская
- 1932 — Княгиня Лович / Księżna Łowicka — Жанетта Грудзинская
- 1932 — Год 1914 / Rok 1914 — Ганка
- 1933 — Прокурор Алиция Горн / Prokurator Alicja Horn[3] — Алиция Горн
- 1934 — Разве Люцина девушка? / Czy Lucyna to dziewczyna? — Люцина Бортновская или Юлиан Квятковский
- 1935 — Две Иоаси / Dwie Joasie — Иоася
- 1936 — Ядзя / Jadzia — Ядвига
- 1936 — Барбара Радзивилл / Barbara Radziwiłłówna — Барбара Радзивилл
- 1937 — Улан князя Юзефа / Ułan Księcia Józefa — Кася
- 1937 — Солгавшая / Skłamałam — Хелена Урбанкувеа-Бурская
- 1939 — Жизнь перевернулась / Życie na opak (фильм остался незаконченным, в связи с началом войны)